# Deanshanger Athletic F.C.
Deanshanger Athletic Football Club là một câu lạc bộ bóng đá Anh nằm ở Deanshanger thành lập năm 1946, ở ngoại ô Milton Keynes và đang là thành viên của Northamptonshire FA.
Deanshanger Athletic Football Club đạt chuẩn FA Charter Standard năm 2014.
Cùng với 4 đội U18 thì có thêm một đội trẻ được vận hành bởi Deanshanger Colts, đội cũng đạt chuẩn FA Charter Standard, kết hợp các cậu bé và cô bé trong độ tuổi 6-16.

## Lịch sử
Deanshanger Athletic từng chơi ở United Counties League và bây giờ là North Bucks & District League. Thời gian gần đây chứng kiến Deanshanger Athletic giành cú đúp danh hiệu ở League và Cup ở những mùa giải liên tiếp và ở mùa giải 2013-14 Deanshanger Athletic vô địch North Bucks & District League Intermediate division.

## Sân vận động
Deanshanger Athletic chơi trên sân nhà Folly Road, Deanshanger, Milton Keynes, MK19 6HU.

## Danh hiệu
- United Counties League Division Three
  - Vô địch (2): 1970-71, 1971-72
- North Bucks & District League Division One/Prem
  - Vô địch (9): 1950-51, 1951-52, 1952-53, 1954-55, 1956-57, 1958-59, 1959-60, 2001-02, 2002-03,
- North Bucks & District League Intermediate Division
  - Vô địch (1): 2013-14
- North Bucks & District League Premier Division League & Cup Double
  - Vô địch (2): 2000-01, 2001-02